# Ercole e Caco
L'Ercole e Caco è una scultura in marmo di Baccio Bandinelli situata in Piazza della Signoria davanti a Palazzo Vecchio e a fianco di quella che oggi è una copia del David di Michelangelo, a Firenze. L'opera è posta su un basamento con dei busti di fauno scolpiti a bassorilievo e reca, in latino, la firma dell'autore. Il tema allegorico è quello della forza e dell'ingegno di Ercole che sconfiggono la malvagità di Caco, episodio narrato da Virgilio e altri poeti nella saga delle Dodici fatiche di Ercole.

## Storia e descrizione
Finita nel 1533, ebbe una genesi travagliata e complessa. Fu commissionata da Clemente VII e Alessandro dei Medici, detto Il Moro. Inizialmente era stata infatti commissionata nel 1505 a Michelangelo, che ebbe appena il tempo di realizzare un (presunto) modellino conservato oggi al Museo di Casa Buonarroti, preso dai sempre più pressanti impegni a Roma.
La commissione restò solo sulla carta: nel 1525 si interpellò per la prima volta Baccio, poi nel 1528 si tornò a parlare di Michelangelo e in quell'occasione venne mutato il soggetto su sua iniziativa, preferendo il Sansone e i filistei. Con il ritorno dei Medici (1530) la commissione fu affidata definitivamente al Bandinelli, che la terminò nel 1534.
Baccio, secondo quanto racconta il Vasari nelle Vite, era uno dei più accaniti ammiratori di Michelangelo, attento studioso della sua opera nell'ambizione di arrivare a superarlo. Quando però si dovette rassegnare a non avere il talento per essergli alla pari, l'ammirazione si mutò prima in invidia e poi in odio. Lo imitò spesso nei soggetti e nel gigantismo, credendo che la grandezza del Buonarroti consistesse nelle grandi misure delle statue, facendo sculture enormi, ma senza forza né anima, né perfezione anatomica.
L'Ercole è giudicato come un tipico esempio dei tentativi di Baccio per superare o almeno eguagliare Michelangelo: lo scolpì raggiungendo l'obiettivo di essere collocato nella prestigiosa piazza pubblica a fianco del David, ma l'opera è permeata di gigantismo, con uno sfoggio di massa muscolare che non si traduce in espressività e movimento, ma resta fine a sé stessa.
Ma basti il commento tagliente di Benvenuto Cellini a proposito dell'Ercole per dare la misura di quanto, in questo confronto, Baccio ne sia uscito sconfitto:
('Vita, II, LXX )
La figura di Baccio, permeata da una secolare cattiva fama, va magari analizzata nel contesto di un ambiente artistico «ossessionato» dalla fama dei «giganti» del Rinascimento maturo, (Raffaello, Leonardo e Michelangelo), dove ai giovani artisti veniva indicato di cercare la «maniera» dei grandi piuttosto che sforzarsi a individuare una propria strada a partire dall'osservazione della natura. È l'epoca del manierismo, dove Baccio forse sentì la sua sensibilità schiacciata da modelli tanto grandi, accantonando tipologie di lavoro magari a lui più congeniali (come lo stiacciato del quale diede una altissima prova nei rilievi di Santa Maria del Fiore) in favore di altre più tutto sommato estranee.

## Altre immagini

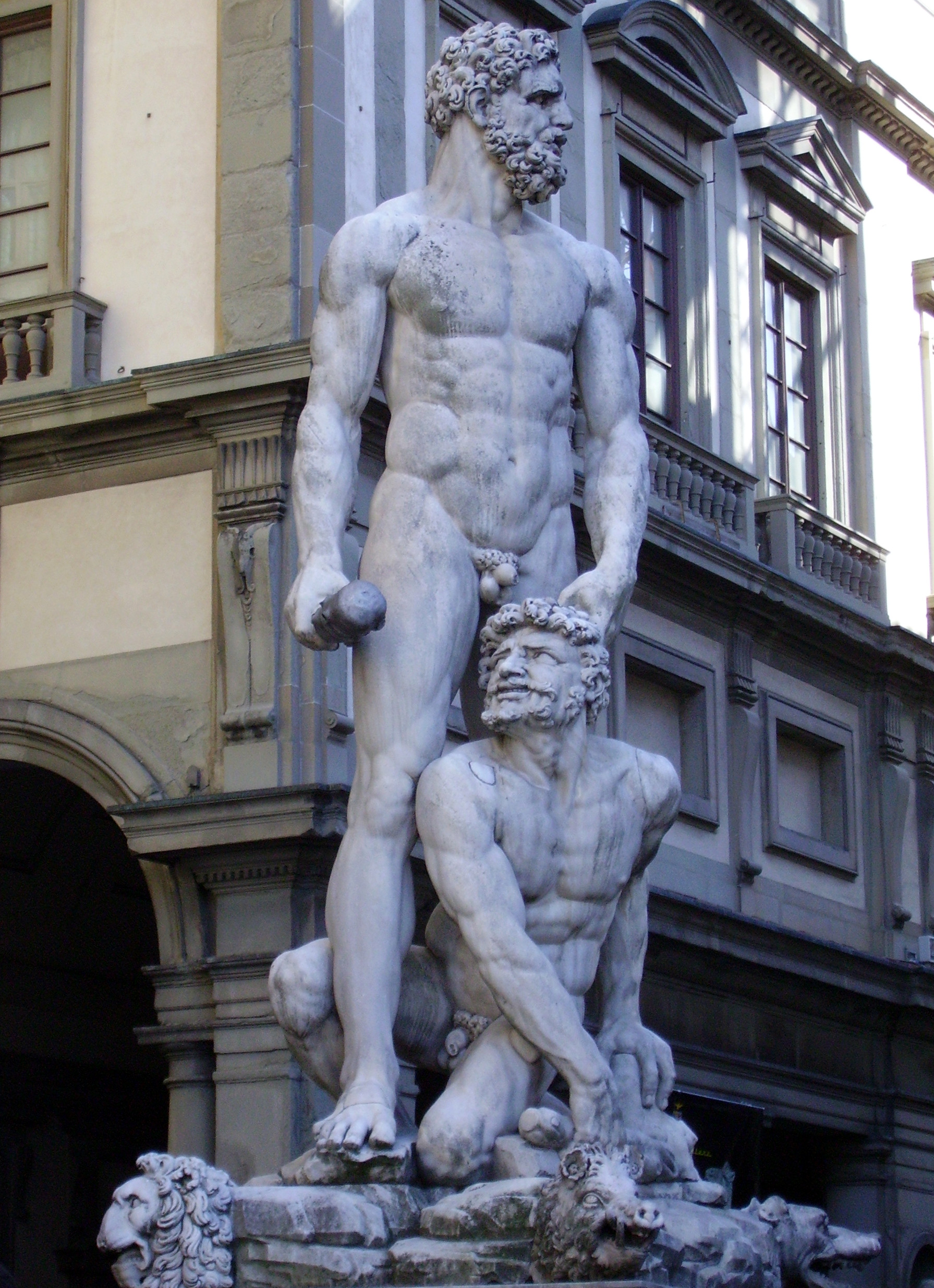
La statua con sfondo la Galleria degli Uffizi

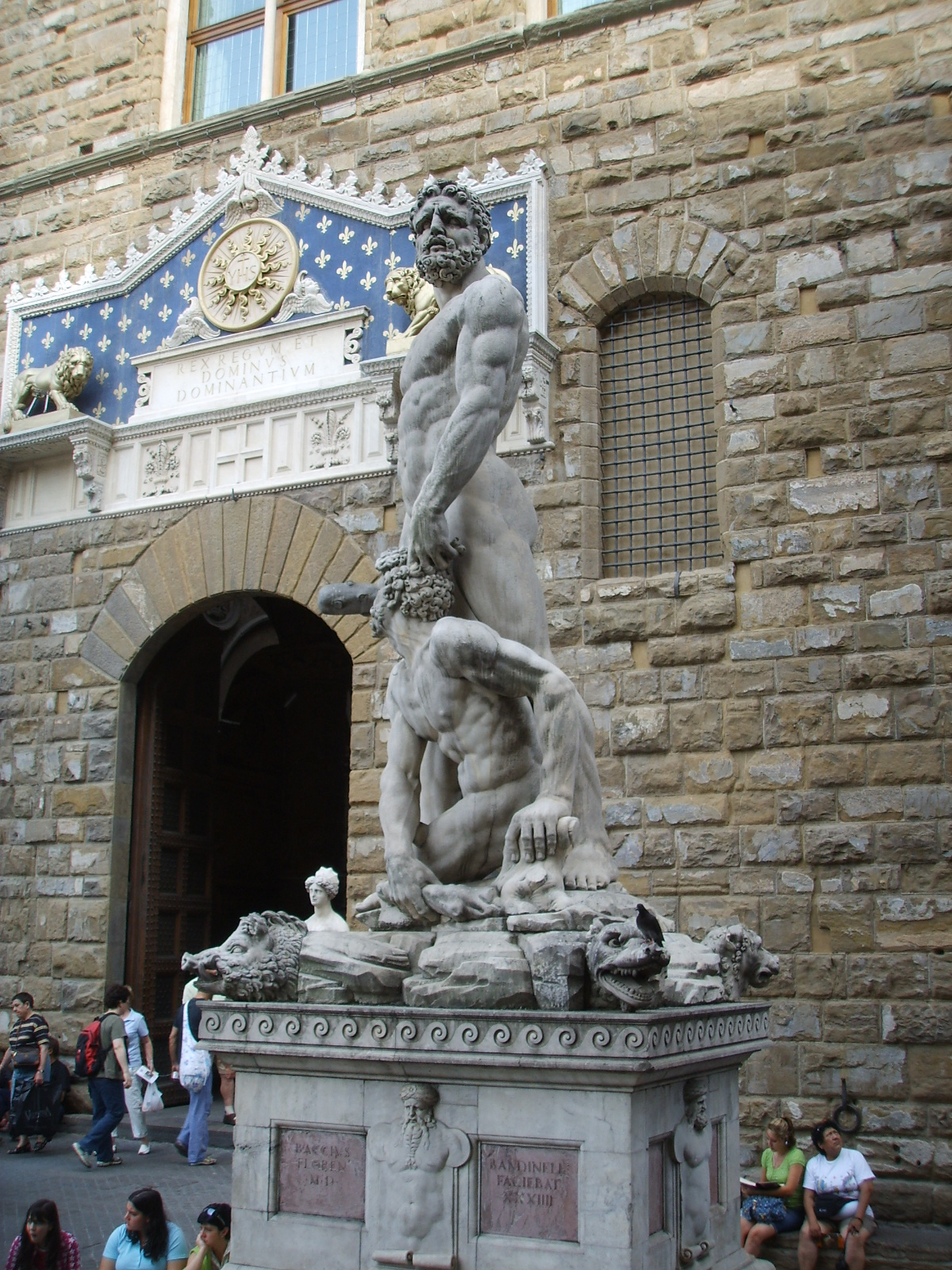
Veduta verso Palazzo Vecchio
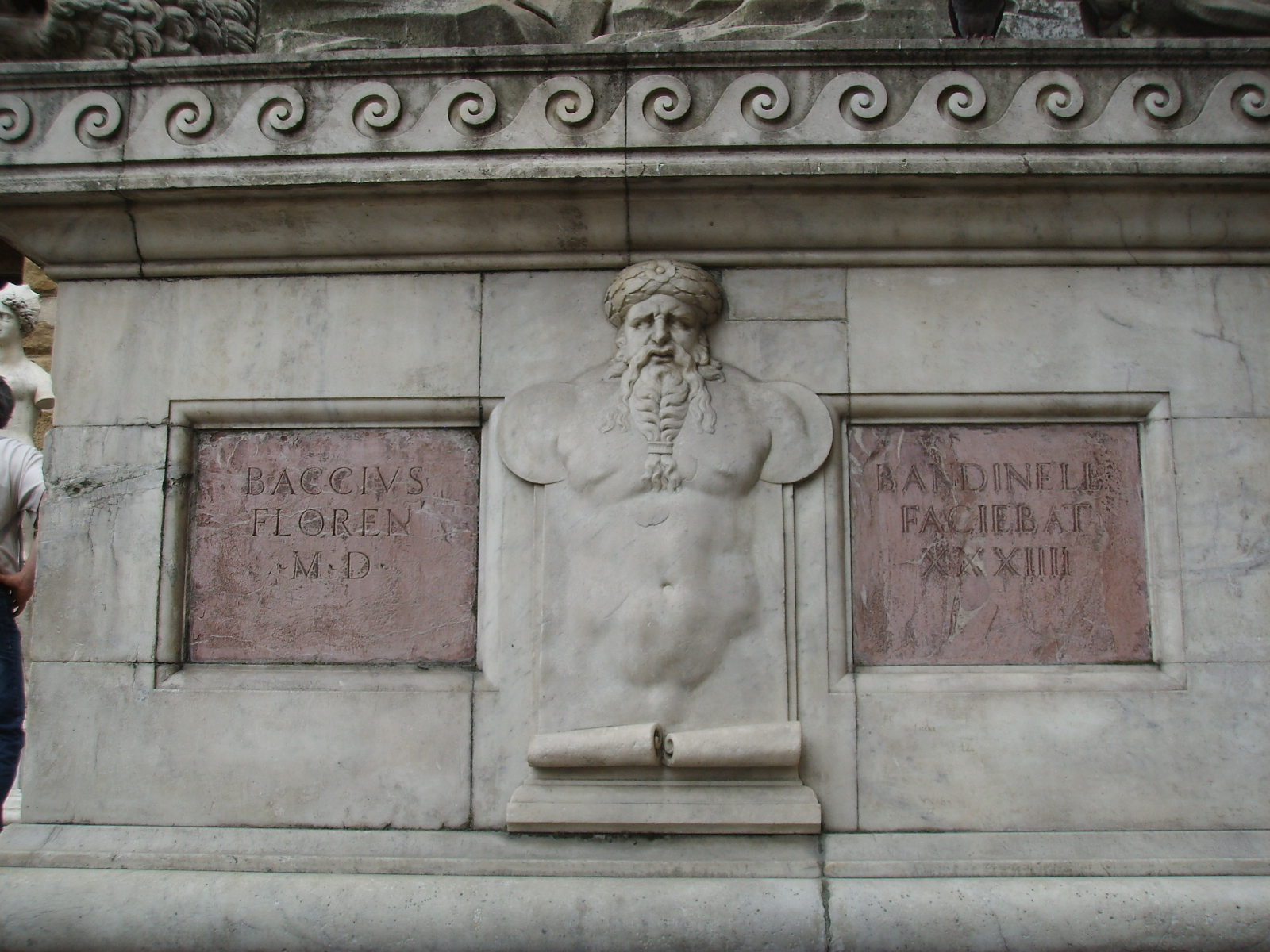
Il piedistallo con la firma di Bandinelli
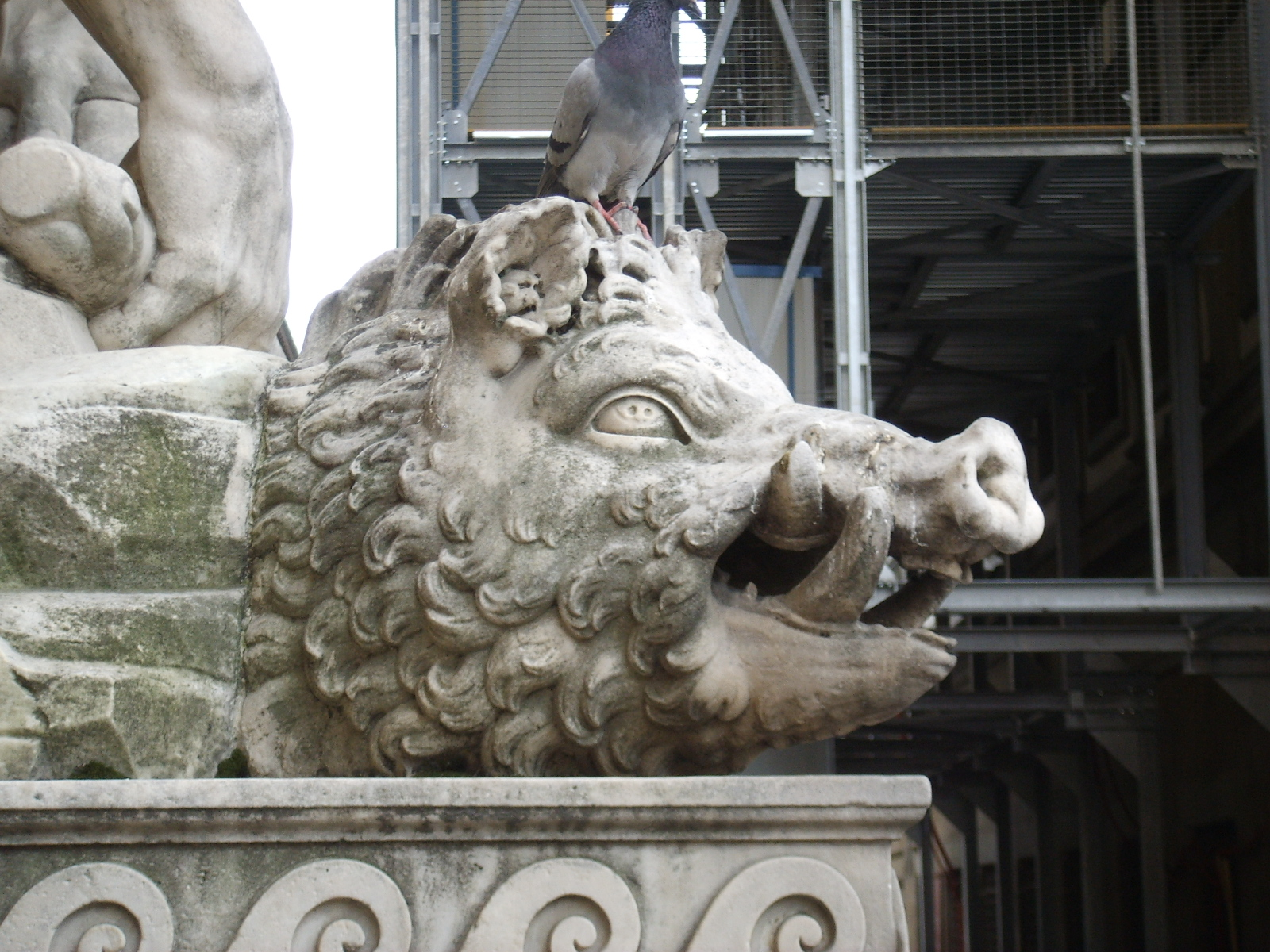
Cinghiale Erimanto
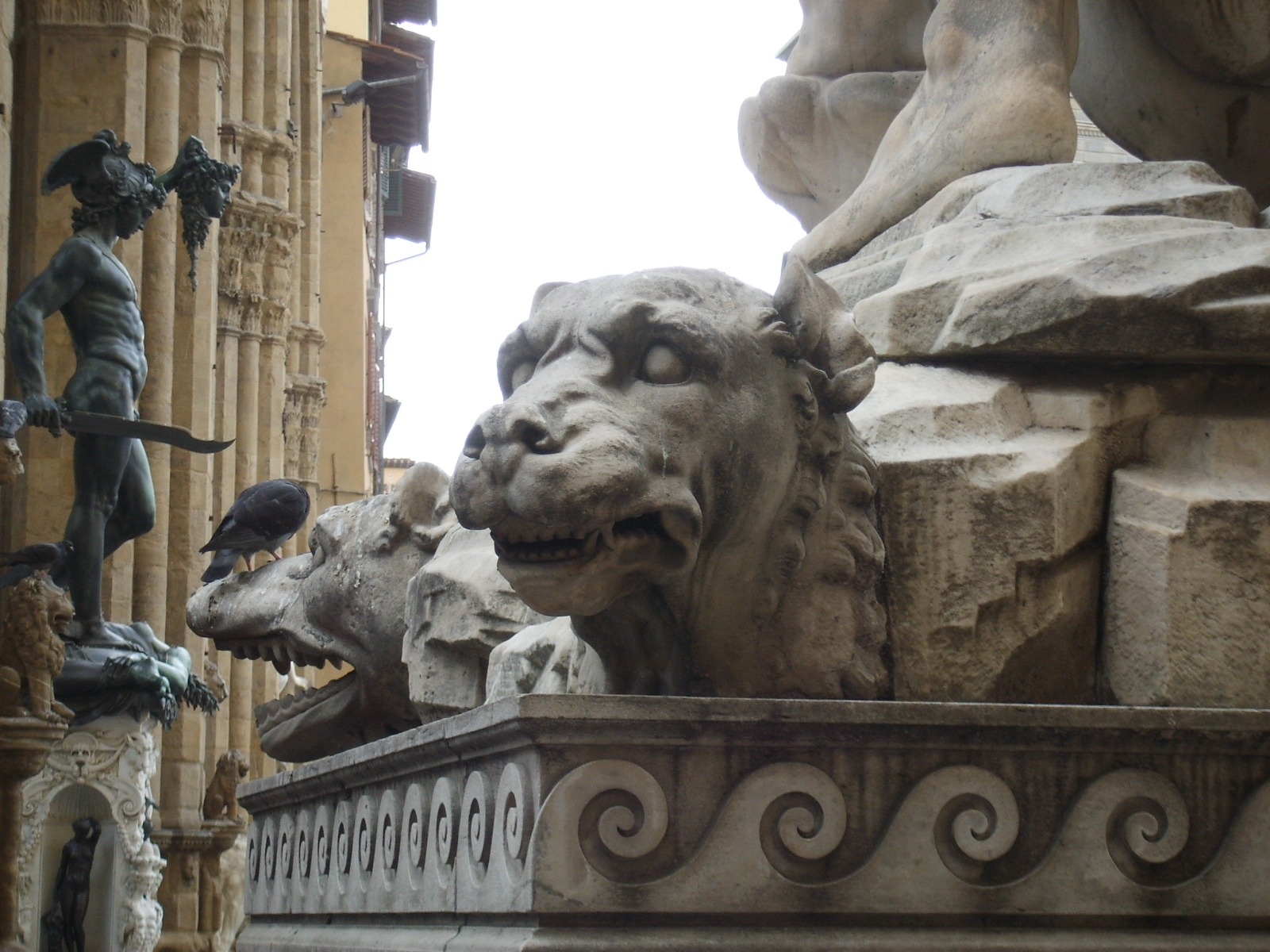
Una delle tre teste di Cerbero
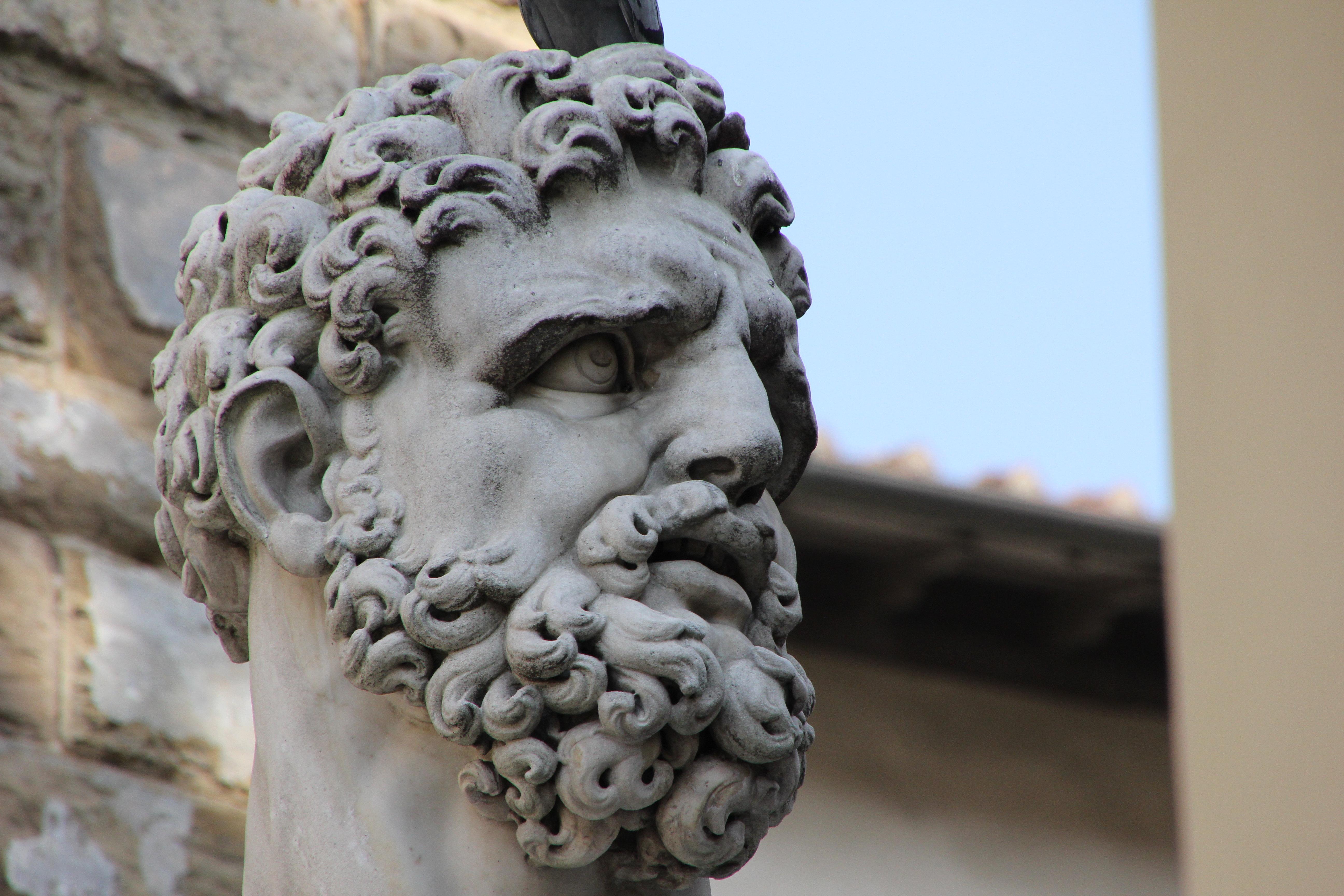
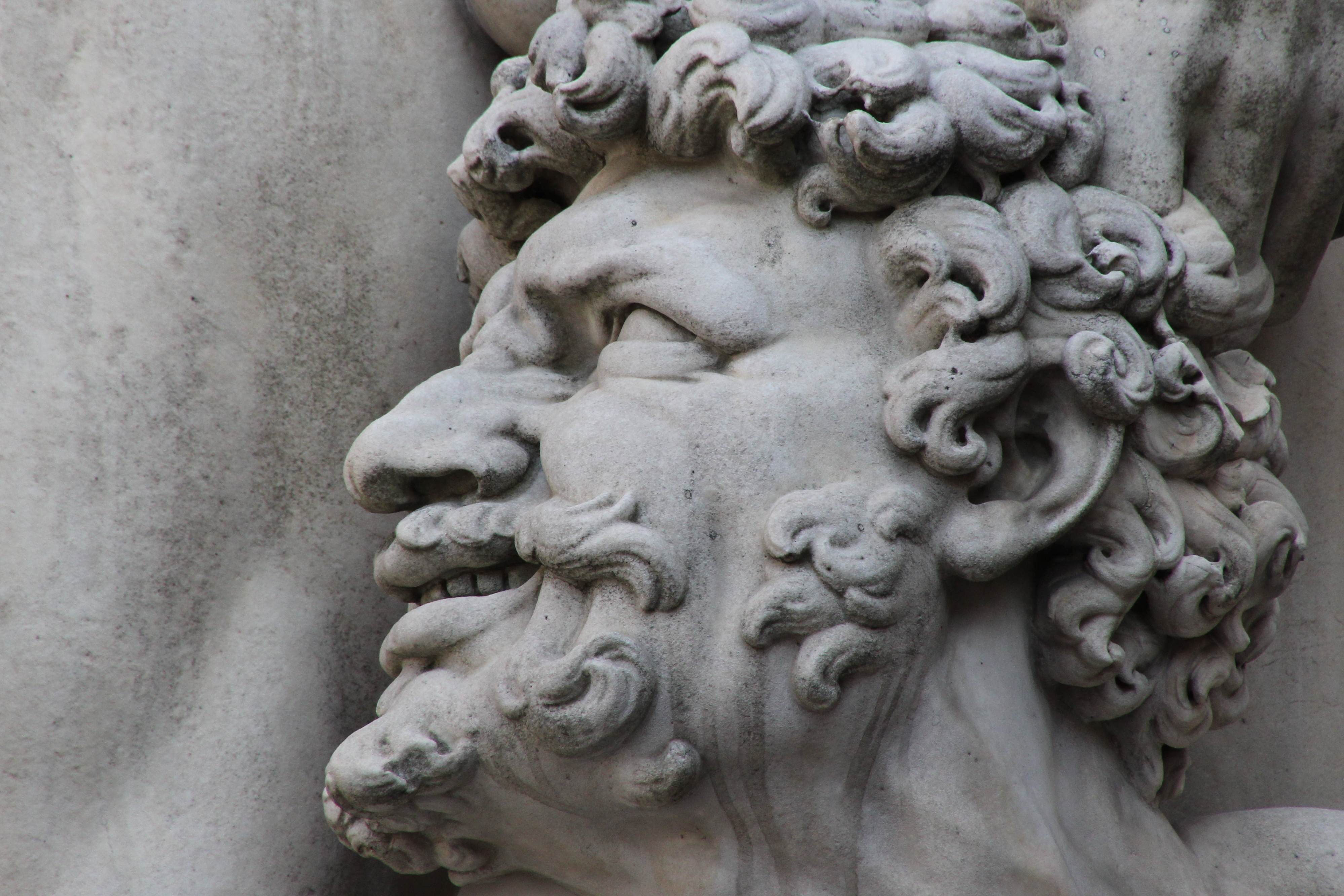